# Municipio de Tebo
El municipio de Tebo (en inglés: Tebo Township) es un municipio ubicado en el condado de Henry en el estado estadounidense de Misuri. En el año 2010 tenía una población de 844 habitantes y una densidad poblacional de 6,76 personas por km².

## Geografía
El municipio de Tebo se encuentra ubicado en las coordenadas 38°30′21″N 93°40′18″O / 38.50583, -93.67167. Según la Oficina del Censo de los Estados Unidos, el municipio tiene una superficie total de 124.91 km², de la cual 121,69 km² corresponden a tierra firme y (2,58 %) 3,22 km² es agua.

## Demografía
Según el censo de 2010, había 844 personas residiendo en el municipio de Tebo. La densidad de población era de 6,76 hab./km². De los 844 habitantes, el municipio de Tebo estaba compuesto por el 97,87 % blancos, el 0,12 % eran afroamericanos, el 0,24 % eran amerindios, el 0,36 % eran asiáticos, el 0,12 % eran de otras razas y el 1,3 % eran de una mezcla de razas. Del total de la población el 1,42 % eran hispanos o latinos de cualquier raza.